# Adolf Törngren (industriman)

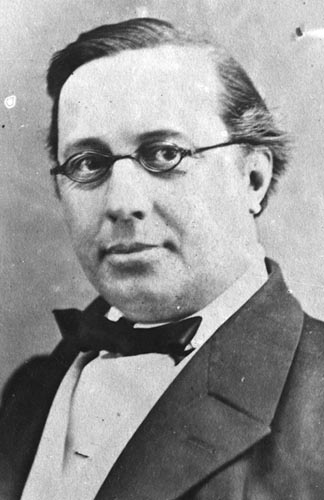

Adolf Törngren, född 27 april 1824 i Åbo i Finland, död 3 mars 1895 i Tammerfors i Finland, var en finländsk industriman. Han var son till arkiater Johan Agapetus Törngren.
År 1849 ärvde han Notsjö gård på mödernet. Mellan 1853 och 1859 ägde han även det berömda glasbruket (Nuutajärvi). Där införde han modern processteknik och utvidgade därmed brukets produktion. Han ägde även Nokia, Laukko och Haapaniemi gårdar. Han tog intresse i utbyggnaden av kommunikationsnätet, såsom järnvägarna, insjöarnas ångbåtslinjer och kanalbyggnation. Han grundade tillsammans med Gustaf August Wasastjerna 1856 Tammerfors linne & jern (Tampella). Icke desto mindre gjorde han konkurs 1866 och förlorade därigenom sin förmögenhet. Därefter verkade han som affärsman i Helsingfors och drev från och med 1877 Tammerfors takfiltsfabriks AB. I mitten av 1880-talet övertogs detta bolag av Gustaf Adolf Serlachius. 
Han är begravd på Nokia kyrkogård.